# Mon chien
Pour plus de détails, voir Fiche technique et Distribution.
Mon chien est un court métrage français réalisé par Georges Franju sorti en 1955. 

## Synopsis
Une famille de la banlieue parisienne part en vacances. Alors que la voiture passe à proximité d'une forêt, les parents abandonnent le chien de leur petite fille...

## Fiche technique
- Titre : Mon chien
- Réalisation : Georges Franju
- Scénario : Georges Franju
- Commentaire : Jacques Prévert, dit par Roger Pigaut
- Production : Procinex - Ancinex
- Photographie : Georges Delaunay et Jean Penzer
- Musique : Henri Crolla
- Pays d'origine :  France
- Format : Couleur — son monophonique - 35 mm
- Durée : 25 minutes
- Date de sortie : 1955
- Visa d'exploitation : n° 17895 (délivré le 29 décembre 1955)

## Distribution
- Jacqueline Lemaire : la petite fille